# Sinéad Keenan

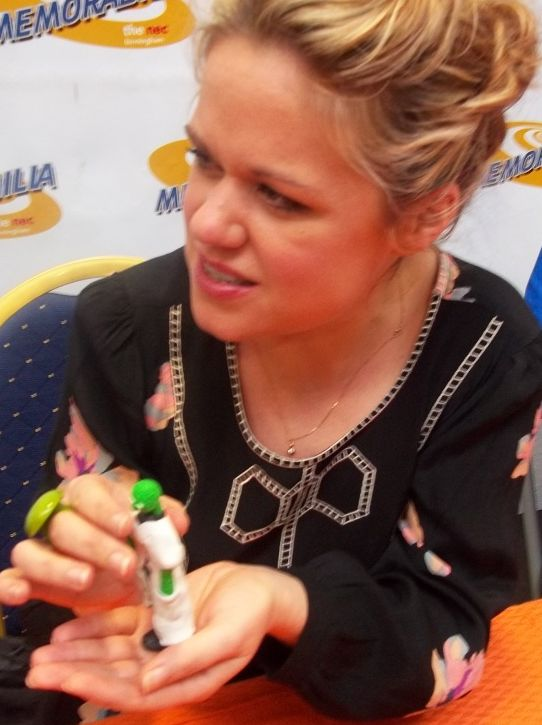
Sinead Keenan (2011)

Sinéad Keenan (* 27. Dezember 1977 in Dublin) ist eine irische Schauspielerin.

## Leben und Karriere
Sinéad Keenan ist die Älteste von drei Kindern. Ihre Geschwister Rory und Grainne sind ebenfalls Schauspieler. Sie besuchte das University College Dublin, welches sie mit einem Abschluss in Soziologie und Geschichte abschloss.
Keenans erste Filmrolle war 1999 die der Margaret in dem Film Sunburn, in dem die Schauspielerin Farrah Fawcett eine Hauptrolle spielte. Nach diesem Film spielte sie ein Jahr lang die Rolle der Farrah Phelan in der irischen Seifenoper Fair City. Ihre nächste Rolle war die der Lisa Cassidy in der kurzlebigen Fernsehserie The Cassidys. Danach hatte Keenan Gastrollen in Murder City, Taggart und Doctors. Zwischendurch spielte sie die Hauptrollen in den Filmen On the Nose und Conspiracy of Silence. Von Januar 2008 bis März 2009 war sie in der Fernsehserie Moving Wallpaper zu sehen.
Zuerst als Nebencharakter, spielte sie ab 2009 die Rolle der Nina Pickering in der britischen BBC-Three-Serie Being Human. In der dritten Staffel gehörte ihre Rolle zur Hauptbesetzung. Im Jahr 2011 starb ihre Rolle den Serientod.
Sie war ebenfalls in einigen Episoden von Doctor Who, Gerichtsmediziner Dr. Leo Dalton und Little Crackers zu sehen. 2012 war sie in sechs Folgen der Serie Lip Service zu Gast.

## Filmografie (Auswahl)
- 1999: Sunburn
- 1999–2000: Fair City (Fernsehserie)
- 2001: The Cassidys (Fernsehserie, 6 Folgen)
- 2001: On the Nose
- 2003: Conspiracy of Silence
- 2004: Murder City (Fernsehserie, Folge 1x05)
- 2006: Trouble with Sex
- 2007: Taggart (Fernsehserie, Folge 23x03)
- 2008: Doctors (Fernsehserie, Folge 10x22)
- 2008–2009: Moving Wallpaper (Fernsehserie, 18 Folgen)
- 2009: Comedy Showcase (Fernsehserie, Folge 2x04)
- 2009: Auf doppelter Spur (Agatha Christie’s Poirot; Fernsehserie, Folge 12x01 The Clocks)
- 2009–2010: Doctor Who (Fernsehserie, 2 Folgen)
- 2009–2011: Being Human (Fernsehserie, 19 Folgen)
- 2010: Little Crackers (Fernsehserie, Folge 1x01)
- 2011: Gerichtsmediziner Dr. Leo Dalton (Silent Witness, Fernsehserie, 2 Folgen)
- 2012: Lip Service (Fernsehserie, 6 Folgen)
- 2013: London Irish (Fernsehserie, 6 Folgen)